# Риебиню
Ри́ебиню (Риебини; устар. Ребен; латыш. Riebiņu ezers; Ли́елайс-Ве́йптес, латыш. Lielais Veiptes ezers; Ри́ебиньэзерс, латыш. Riebiņezers) — эвтрофное озеро в Страупской волости Паргауйского края Латвии. Относится к бассейну Гауи.

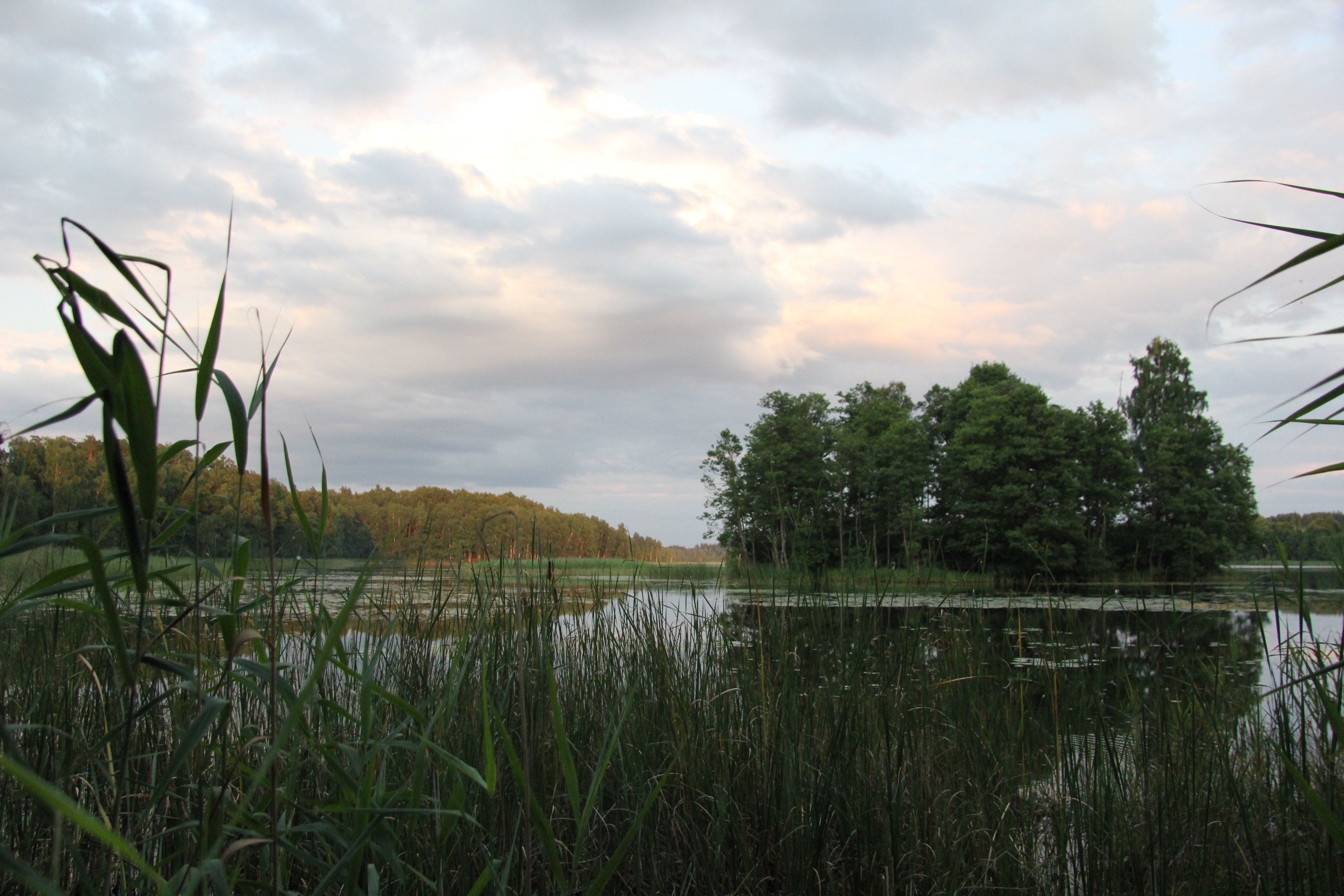
Вид на остров в северо-западной части озера Риебиню

Располагается на Лимбажской волнистой равнине Идумейской возвышенности. Уровень уреза воды находится на высоте 51,2 м над уровнем моря. Озёрная котловина продолговатая; акватория вытянута в направлении северо-запад — юго-восток на 1,9 км, шириной — до 0,6 км. Площадь водной поверхности — 75,5 га, вместе с островом общая площадь озера равняется 75,7 га. Средняя глубина составляет 2,3 м, наибольшая — 4,4 м, достигается в восточной части озера около северо-восточного берега. Площадь водосборного бассейна — 2,5 км². Сток идёт на юго-восток в Браслу, правый приток Гауи.